# 富兰克林·皮尔斯铁路事故
富兰克林·皮尔斯铁路事故是1853年1月6日在美国马萨诸塞州安多弗发生的一起火车脱轨事故，事故导致美国候任总统富兰克林·皮尔斯唯一在世的儿子本杰明·皮尔斯丧生。

## 背景
1852年，富兰克林·皮尔斯当选总统，接替米勒德·菲尔莫尔。皮尔斯的夫人简·皮尔斯先前曾敦促丈夫退出政坛，因此这次选举的胜利給她情感压力。富兰克林和简·皮尔斯此前已经失去了三个儿子中的两个；小富兰克林（Franklin Jr.）在婴儿时期就去世了，而弗兰克·罗伯特（Frank Robert）在四岁时因斑疹伤寒去世。本杰明·皮尔斯（Benjamin Pierce）是他们唯一的孩子，当时11岁。:241-244

## 事故
1853年，皮尔斯一家前往马萨诸塞州安多弗参加葬礼或度假。同年1月6日，一家人返回家乡新罕布什尔州康科德。
皮尔斯和他的家人搭乘一列有两节车厢的火车返回新罕布什尔州。下午1点左右，在距离安多弗车站三英里处（一个可能的位置是“阿盖尔街和阿伦德尔街之间”），火车的一个车轴撞上掉落在铁轨上的岩石后断裂。皮尔斯和家人乘坐的车厢随后脱轨，从路堤上坠落15到20英尺後損毁；当时站着的本杰明是唯一的遇难者。
虽然富兰克林和简没有受到任何严重的伤害，但富兰克林立即发现本杰明在事故中几乎被斩首，他用布盖住了儿子的尸体，避免讓简看到屍體。
事故消息传遍全国，但最初有错误报道称富兰克林·皮尔斯也是此次事故的遇难者之一。

## 对总统职位的影响

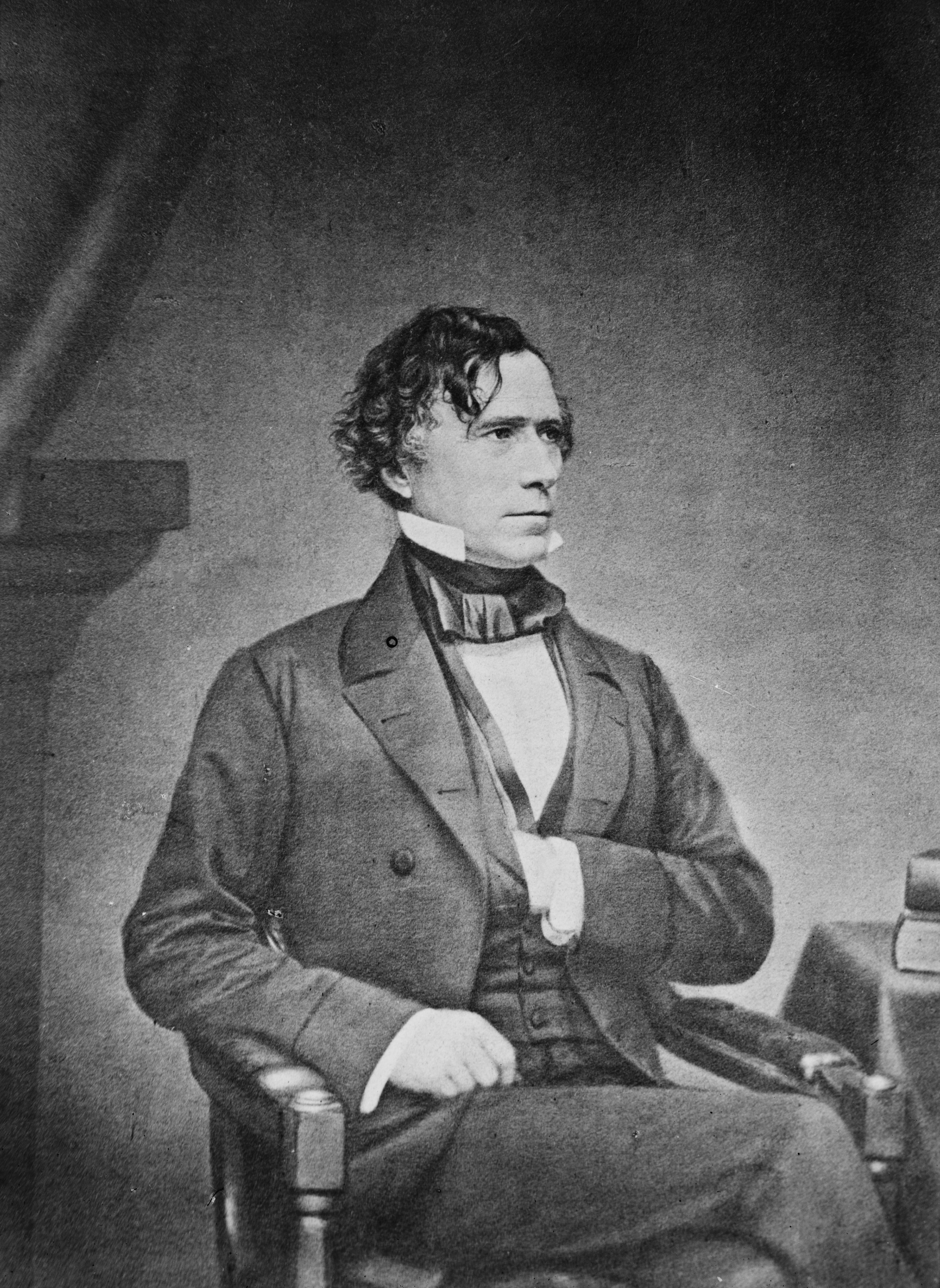
当时的候任总统富兰克林·皮尔斯

富兰克林和简都明显受到了这次事故的影响。皮尔斯在总统任期开始时被描述为情绪低落，而简则因这次事故而心烦意乱，以至于她没有参加她丈夫的总统就职典礼，她也没能参加在康科德举行的本杰明葬礼。富兰克林·皮尔斯在一封私人信件中写道，这场事故让他备受打击，但他仍然感到有义务履行总统的职责。不仅新任第一夫人没有出席就职典礼，皮尔斯的副总统威廉·鲁福斯·金也因肺结核无法出席，就职舞会被取消。
简·皮尔斯是清教徒出身，她认为这起事故是上帝的惩罚，因为富兰克林·皮尔斯违背她的意愿，继续追求自己的政治抱负:91。富兰克林·皮尔斯也认为这起事故是上帝的一种惩罚，所以他在就职宣誓时拒绝使用圣经。
简·皮尔斯最终搬进白宫，她在丈夫总统任期的大部分时间里都沉浸在悲伤中，并躲藏在楼上。据说她余生都穿着一身黑衣，花时间给已故的儿子本杰明寄信，甚至举行过降神会，试图与他交流。
据信，这场事故以及1863年妻子简的去世加剧了皮尔斯的酗酒习惯。他于1869年死于肝硬化。